# Microsoft Security Essentials
Microsoft Security Essentials (MSE) cu numele de cod Morro este un program de calculator antivirus ce oferă protecție împotriva diferitelor tipuri de malware cum ar fi virușii de calculator, spyware, rootkit-uri și caii troieni. 
Programul Microsoft Security Essentials va înlocui suita de securitate Microsoft de retail Windows Live OneCare.

## Dezvoltare
Versiunea beta a fost publicat pe data 23 iunie 2009 și a avut o cotă de descărcare de 75.000 numai pentru țările furnizate. Versiunea finală a fost publicată la data de 29 septembrie 2009.
Microsoft Security Essentials 2 a fost lansat pe 16 decembrie 2010. Noile caracteristici detectarea euristică de malware, filtrarea traficului de rețea și integrarea cu Internet Explorer.
În 2011 a fost lansat Microsoft Standalone System Sweeper (MSSS) care poate fi rulat de pe CD sau de pe o unitate flash.
Microsoft Security Essentials 4 a fost lansat pe 24 aprilie 2012. Printre noutățile pe care le aduce menționăm interfața grafică îmbunătățită și motorul de scanare în timp real cu o rată de detecție mai bună. Microsoft Security Essentials păstrează un modul rezident în memoria RAM a calculatorului, capabil să asigure protecție permanentă împotriva aplicațiilor periculoase.

## Premii
În 2010 a câștigat premiul PC Advisor Awards 2010 - Best Free Software. Microsoft Security Essentials a câștigat premiul VB100 în luna august 2010 de organizația de certificare independentă Virus Bulletin. În decembrie 2010 prima versiune a fost premiat de AV-Comparatives.org a primit premiul Bronz pentru detecția proactivă a 55% din malware noi sau necunoscute.